# Neuer Plan

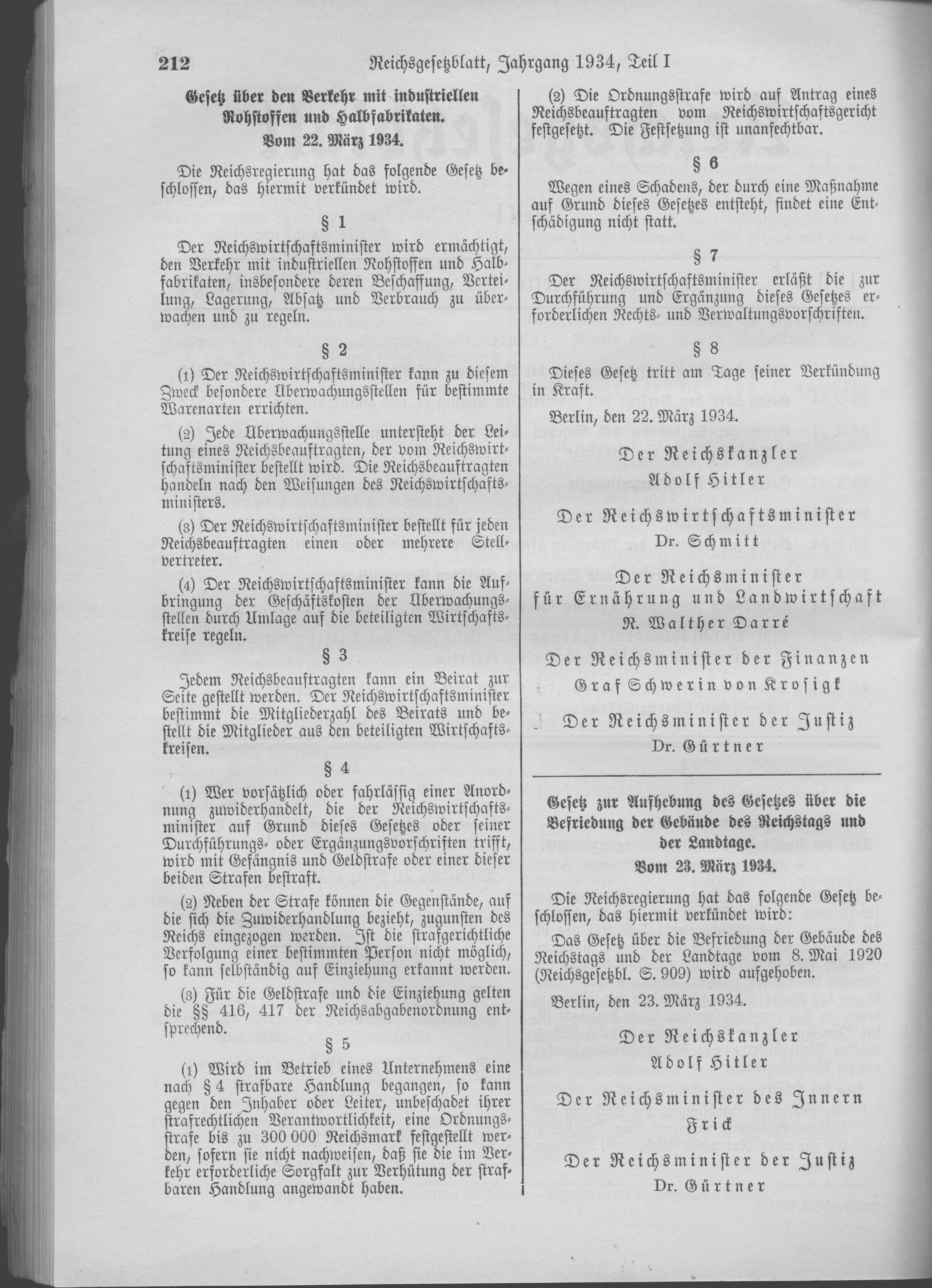
Gesetz über den Verkehr mit industriellen Rohstoffen und Halbfabrikaten vom 22. März 1934

Der Neue Plan war eine wirtschaftslenkende Gesetzgebung im nationalsozialistischen Deutschland.
Initiiert und verkündet wurde der Neue Plan vom neu ernannten Reichswirtschaftsminister Hjalmar Schacht und diente der Aufrüstung Deutschlands und der ökonomischen Kriegsvorbereitung. Außerdem sollte Deutschland aus seiner heiklen Devisenlage herausgeführt werden.
Grundlage war das am 22. März 1934 unter Einfluss Schachts – damals noch Reichsbankpräsident – erlassene Rahmengesetz über den Verkehr mit industriellen Rohstoffen und Halbfabrikaten vom 22. März 1934, das mit seiner Neufassung vom 13. Juli 1934 auf alle industriellen Waren ausgedehnt wurde. Das Gesetz wurde zu einer der folgenreichsten Vorschriften für die gesamte deutsche Wirtschaft. Durch seine Verordnung vom 4. September 1934 gab Schacht diesem Gesetz seine endgültige, als Neuer Plan verkündete Form.

## Zweck
Der Neue Plan verlagerte wie auch später der Vierjahresplan die Einfuhr von Rohstoffen für Konsumgüter auf rüstungswichtige Rohstoffe und auf Länder die „im Falle von Verwicklungen im Bereich der eigenen Waffen“ lagen wie die Zeitschrift Die deutsche Volkswirtschaft 1934 schrieb. Diese in Mittel- und Südosteuropa gelegenen Länder sollten in ökonomische Abhängigkeit gebracht werden und einen „cordon economique“ um das Reich bilden, als ökonomische Basis für den Zweiten Weltkrieg.

## Kontrollorgane von Ein- und Ausfuhr
Zur Umsetzung des Neuen Plans wurden ab September 1934 als wichtigste Organe der Staatsbürokratie die Überwachungsstellen eingerichtet (seit August 1939 in Reichsstellen umbenannt). Diese lösten die Devisenstellen ab. Sie beaufsichtigten die Rohstoff- und Wareneinfuhr und bildeten ein lückenloses, sämtliche Positionen des Warenverzeichnisses zum deutschen Zolltarif umfassendes System. Von ihrem reibungslosen Funktionieren hing von da an die gesamte deutsche Produktion ab. Die Überwachungsstellen arbeiteten bei der Importlenkung, Devisen- und Rohstoffbewirtschaftung und Preisregulierung eng mit den Wirtschafts- und Fachgruppen der Reichsgruppe Industrie zusammen.
Zur Kontrolle und Regulierung der Warenausfuhr richtete die Industrie Prüfungsstellen ein, die die industriell-gewerbliche Entsprechung zu den Überwachungsstellen bildeten. Diese wurden in der Regel von den Geschäftsführern der Wirtschaftsgruppen geleitet. Aufgabe war vor allem die Exportlenkung und -förderung, um den notwendigen Zufluss von Devisen zu erhöhen. Über die im Jahre 1935 ins Leben gerufene sogenannte Selbsthilfeaktion der deutschen Wirtschaft wurde über Unternehmensabgaben eine finanzielle Ausfuhrförderung und damit auch Kontrolle der Ausfuhrpreise bewirkt.
Ein- und Ausfuhr waren für die Unternehmen von da ab mit einem großen bürokratischen Aufwand an Anträgen verbunden, deren Genehmigung zweifelhaft war. Kleinere Unternehmen, die keinen großen Angestelltenstab hatten, wurden dadurch benachteiligt. Die in den Prüfungsstellen beschäftigten führenden Personen der Wirtschaftsgruppen konnten mit diesem Instrumentarium kleinere Konkurrenzunternehmen schwächen.
Die Außenhandelsmonopole und das Kernstück des Neuen Plans, von dort zu importieren, wohin man auch exportiert, wurden bereits in der Arbeitsstelle Schacht konzipiert.
Schacht kam Forderungen der Exportwirtschaft entgegen, an der Planung beteiligt zu werden. Warnungen, dass so die Kontingentierungshandhabung letztlich in die Hände der Großindustrie fallen würde, blieben zunächst unbeachtet. Ein Ostasienexporteur schrieb, „daß mit dem ‚Neuen Plan’ den Kaufleuten und Industriellen ein Riesengeschenk gemacht worden“ sei, „indem ihnen niemand ihren Handel streitig machen kann und sie ihn wie ein Privileg innehaben“. So hatte die zur Gutehoffnungshütte gehörende Ferrostaal AG eine Quasimonopolstellung im deutsch-iranischen Handel.
Bis zum Ausbruch des Zweiten Weltkriegs erreichte der Wert der deutschen Einfuhr wie Ausfuhr nicht mehr als ein Drittel des Umfangs von 1928/29. Der Bestand an Goldreserven und Devisen konnte nicht wieder erhöht werden.